# Hrvatsko nogometno prvenstvo za veterane 2017.
Hrvatsko nogometno prvenstvo za veterane za 2017. je 18. izdanje nogometnog prvenstva Hrvatske za veteranske klubove.
Sudjelovalo je 26 klubova, a prvak je momčad "Autoklub Siget – Hrvatski dragovoljac" iz Zagreba.

## O natjecanju
Na prvenstvo su se plasirali klubovi – prvaci županijskih natjecanja u sezoni 2016./17., kao i klubovi kojima je dana pozivnica. Natjecanje je igrano od 29. rujna do 1. listopada 2017. godine na igralištima Zelena Laguna u Poreču, kao turnir. Utakmice su igrane u poluvremenima od 25 minuta. 26 klubova je bilo razvrstano u šest skupina po tri momčadi, te u četiri skupine po dvije skupine. Prvoplasirani i drugoplasirani iz skupina od tri momčadi, te prvoplasirani iz grupa po dvije momčadi su se plasirali u osminu završnice, koja je dalje igrana po kup-sustavu. U skupinama od tri momčadi su klubovi igrali jedanput međusobno, a u skupinama od dvije momčadi su igrali dva puta međusobno. 

## Sudionici
Popis sudionika prvenstva po županijama 
| Bjelovarsko-bilogorska županija - Garić – Garešnica Istarska županija - Jadran – Poreč - Pazin veterani – Pazin Karlovačka županija - Zrinski – Ozalj Krapinsko-zagorska županija - Zagorec – Krapina Međimurska županija - Budućnost – Podbrest - Trnava – Goričan Osječko-baranjska županija - Radnik – Josipovac | Primorsko-goranska županija - Opatija – Opatija Sisačko-moslavačka županija - Moslavina – Kutina - Radnik – Majur Splitsko-dalmatinska županija - Dugopolje – Dugopolje Varaždinska županija - Ivančica – Ivanec - Lepoglava – Lepoglava Virovitičko-podravska županija - Pitomača – Pitomača Vukovarsko-srijemska županija - UNV Prva nogometna lopta – Županja | Zadarska županija - Arbanasi – Zadar - Velebit – Benkovac Grad Zagreb - Autoklub Siget – Hrvatski dragovoljac – Zagreb - Jarun – Zagreb - Lokomotiva Tahograf – Zagreb Zagrebačka županija - Jaska – Jastrebarsko - Mladost – Obrezina - TOP – Kerestinec - Vrbovec – Vrbovec - Zaprešić veterani – Zaprešić |

## Ljestvice i rezultati

### Dio po skupinama
| mj. | klub           | ut. | pob. | ner. | por. | gol+ | gol- | bod |
| --- | -------------- | --- | ---- | ---- | ---- | ---- | ---- | --- |
| 1.  | Arbanasi Zadar | 2   | 2    | 0    | 0    | 5    | 0    | 6   |
| 2.  | Opatija        | 2   | 1    | 0    | 1    | 4    | 4    | 3   |
| 3.  | Radnik Majur   | 2   | 0    | 0    | 2    | 1    | 6    | 0   |

| Radnik – Opatija   | 1:4 |
| Arbanasi – Radnik  | 2:0 |
| Opatija – Arbanasi | 0:3 |

| mj. | klub                       | ut. | pob. | ner. | por. | gol+ | gol- | bod |
| --- | -------------------------- | --- | ---- | ---- | ---- | ---- | ---- | --- |
| 1.  | Zrinski Ozalj              | 2   | 1    | 1    | 0    | 3    | 1    | 4   |
| 2.  | Lokomotiva Tahograf Zagreb | 2   | 1    | 1    | 0    | 2    | 0    | 4   |
| 3.  | Pitomača                   | 2   | 0    | 0    | 2    | 1    | 5    | 0   |

| Lokomotiva Tahograf – Zrinski  | 0:0 |
| Pitomača – Lokomotiva Tahograf | 0:2 |
| Zrinski – Pitomača             | 3:1 |

| mj. | klub               | ut. | pob. | ner. | por. | gol+ | gol- | bod |
| --- | ------------------ | --- | ---- | ---- | ---- | ---- | ---- | --- |
| 1.  | Jadran Poreč       | 2   | 2    | 0    | 0    | 6    | 3    | 6   |
| 2.  | Budućnost Podbrest | 2   | 1    | 0    | 1    | 1    | 2    | 3   |
| 3.  | Velebit Benkovac   | 2   | 0    | 0    | 2    | 3    | 5    | 0   |

| Jadran – Budućnost  | 2:0 |
| Velebit – Jadran    | 3:4 |
| Budućnost – Velebit | 1:0 |

| mj. | klub                                         | ut. | pob. | ner. | por. | gol+ | gol- | bod |
| --- | -------------------------------------------- | --- | ---- | ---- | ---- | ---- | ---- | --- |
| 1.  | Autoklub Siget – Hrvatski dragovoljac Zagreb | 2   | 1    | 1    | 0    | 2    | 1    | 4   |
| 2.  | Zagorec Krapina                              | 2   | 1    | 0    | 1    | 3    | 1    | 4   |
| 3.  | Radnik Josipovac                             | 2   | 0    | 1    | 1    | 1    | 4    | 1   |

| Autoklub Siget-Hrvatski dragovoljac – Zagorec | 1:0 |
| Radnik – Autoklub Siget-Hrvatski dragovoljac  | 1:1 |
| Zagorec – Radnik                              | 3:0 |

| mj. | klub               | ut. | pob. | ner. | por. | gol+ | gol- | bod |
| --- | ------------------ | --- | ---- | ---- | ---- | ---- | ---- | --- |
| 1.  | Pazin veterani     | 2   | 1    | 1    | 0    | 2    | 1    | 4   |
| 2.  | Jaska Jastrebarsko | 2   | 1    | 0    | 1    | 2    | 2    | 3   |
| 3.  | Garić Garešnica    | 2   | 0    | 1    | 1    | 2    | 3    | 1   |

| Pazin veterani – Jaska | 1:0 |
| Garić – Pazin veterani | 1:1 |
| Jaska – Garić          | 2:1 |

| mj. | klub             | ut. | pob. | ner. | por. | gol+ | gol- | bod |
| --- | ---------------- | --- | ---- | ---- | ---- | ---- | ---- | --- |
| 1.  | Dugopolje        | 2   | 2    | 0    | 0    | 5    | 0    | 6   |
| 2.  | Moslavina Kutina | 2   | 1    | 0    | 1    | 1    | 3    | 3   |
| 3.  | TOP Kerestinec   | 2   | 0    | 0    | 2    | 0    | 3    | 0   |

| TOP Kerestinec – Moslavina | 0:1 |
| Dugopolje – TOP Kerestinec | 2:0 |
| Moslavina – Dugopolje      | 0:3 |

| mj. | klub           | ut. | pob. | ner. | por. | gol+ | gol- | bod |
| --- | -------------- | --- | ---- | ---- | ---- | ---- | ---- | --- |
| 1.  | Jarun Zagreb   | 2   | 2    | 0    | 0    | 5    | 3    | 6   |
| 2.  | Trnava Goričan | 2   | 0    | 0    | 2    | 3    | 5    | 0   |

| Jarun – Trnava | 2:1 |
| Trnava – Jarun | 2:3 |

| mj. | klub                             | ut. | pob. | ner. | por. | gol+ | gol- | bod |
| --- | -------------------------------- | --- | ---- | ---- | ---- | ---- | ---- | --- |
| 1.  | UNV Prva nogometna lopta Županja | 2   | 2    | 0    | 0    | 3    | 1    | 6   |
| 2.  | Vrbovec                          | 2   | 0    | 0    | 2    | 1    | 3    | 0   |

| Vrbovec – UNV Prva nogometna lopta | 1:2 |
| UNV Prva nogometna lopta – Vrbovec | 1:0 |

| mj. | klub             | ut. | pob. | ner. | por. | gol+ | gol- | bod |
| --- | ---------------- | --- | ---- | ---- | ---- | ---- | ---- | --- |
| 1.  | Mladost Obrezina | 2   | 1    | 1    | 0    | 4    | 2    | 4   |
| 2.  | Lepoglava        | 2   | 0    | 1    | 1    | 2    | 4    | 1   |

| Mladost – Lepoglava | 3:1 |
| Lepoglava – Mladost | 1:1 |

| mj. | klub              | ut. | pob. | ner. | por. | gol+ | gol- | bod |
| --- | ----------------- | --- | ---- | ---- | ---- | ---- | ---- | --- |
| 1.  | Zaprešić veterani | 2   | 2    | 0    | 0    | 6    | 0    | 6   |
| 2.  | Ivančica Ivanec   | 2   | 0    | 0    | 2    | 0    | 6    | 0   |

| Zaprešić veterani – Ivančica | 4:0 |
| Ivančica – Zaprešić veterani | 0:2 |

### Eliminacijski dio
| par                                                                       | rez.             | napomene                                                                          |
| osmina završnice                                                          | osmina završnice | osmina završnice                                                                  |
| ------------------------------------------------------------------------- | ---------------- | --------------------------------------------------------------------------------- |
| Jadran Poreč – Jaska Jastrebarsko                                         | 5:1              |                                                                                   |
| Lokomotiva Tahograf Zagreb – Dugopolje                                    | 0:0 (5:4 11 m)   | Lokomotiva Tahograf prošla boljim izvođenjem jedanaesteraca                       |
| Autoklub Siget – Hrvatski dragovoljac Zagreb – Moslavina Kutina           | 5:0              |                                                                                   |
| Opatija – Pazin veterani                                                  | 2:4              |                                                                                   |
| Arbanasi Zadar – Zaprešić veterani                                        | 2:0              |                                                                                   |
| Jarun Zagreb – Zagorec Krapina                                            | 0:2              |                                                                                   |
| Zrinski Ozalj – UNV Prva nogometna lopta Županja                          | 1:0              |                                                                                   |
| Mladost Obrezina – Budućnost Podbrest                                     | 3:0              |                                                                                   |
|                                                                           |                  |                                                                                   |
| četvrtzavršnica                                                           |                  |                                                                                   |
| Jadran Poreč – Lokomotiva Tahograf Zagreb                                 | 0:3              |                                                                                   |
| Autoklub Siget – Hrvatski dragovoljac Zagreb – Pazin veterani             | 2:0              |                                                                                   |
| Arbanasi Zadar – Zagorec Krapina                                          | 1:1 (6:7 11 m)   | Zagorec prošao boljim izvođenjem jedanaesteraca                                   |
| Zrinski Ozalj – Mladost Obrezina                                          | 0:0 (4:1 11 m)   | Zrinski prošao boljim izvođenjem jedanaesteraca                                   |
|                                                                           |                  |                                                                                   |
| poluzavršnica                                                             |                  |                                                                                   |
| Lokomotiva Tahograf Zagreb – Zagorec Krapina                              | 5:3              |                                                                                   |
| Autoklub Siget – Hrvatski dragovoljac Zagreb – Zrinski Ozalj              | 0:0 (5:3 11 m)   | Autoklub Siget – Hrvatski dragovoljac prošao boljim izvođenjem jedanaesteraca     |
|                                                                           |                  |                                                                                   |
| za 3. mjesto                                                              |                  |                                                                                   |
| Zrinski Ozalj – Zagorec Krapina                                           | 0:0 (3:5 11 m)   | Zagorec osvojio treće mjesto boljim izvođenjem jedanaesteraca                     |
|                                                                           |                  |                                                                                   |
| za prvaka                                                                 |                  |                                                                                   |
| Lokomotiva Tahograf Zagreb – Autoklub Siget – Hrvatski dragovoljac Zagreb | 1:1 (4:5 11 m)   | Autoklub Siget – Hrvatski dragovoljac prvak nakon boljeg izvođenja jedanaesteraca |

## Poveznice
- Hrvatsko nogometno prvenstvo za veterane
- HNS – veterani